# Massa atómica

Representação de um átomo de lítio-7 em seu estado fundamental: 3 prótons, 4 nêutrons e 3 elétrons. Os elétrons representados estão fora de escala, possuindo um tamanho aproximado de 1/1800 de um próton/nêutron).

Massa atómica (português europeu) ou massa atômica (português brasileiro) é a média dos números de massa molecular (representada pela letra A) do isótopos de um determinado elemento químico, ponderada pela ocorrência de cada isótopo. Número de massa (A) é a soma de prótons e nêutrons do núcleo de um átomo, medida em unidade de massa atómica, representado por u.m.a ou simplesmente u.

## Definição
| “ | A massa atómica de um elemento químico é a média das massas atómicas dos isótopos desse elemento químico, ponderada pela ocorrência dos variados isótopos. | ” |

Por exemplo há dois isótopos conhecidos do Cloro, sendo eles o Cloro-35 e o Cloro-37. O primeiro, com massa atómica de 34,9689 u tem uma ocorrência na natureza em torno de 75,77%, enquanto que o outro isótopo, de massa 36,96590 u, tem uma ocorrência de 24,23%. Dito de outra forma, qualquer amostra de átomos de Cloro será átomos de Cloro-37. Sendo assim, a massa atómica do elemento Cloro é
Conforme exposto acima, levando em consideração a ocorrência na natureza, sabe-se que a massa atómica do elemento Cloro é de 35,45 u.
Pela definição de "u" (unidade de massa atómica) corresponde a 1/12 da massa do Carbono-12. Como a massa atómica é expressa em "u", ela indica quantas vezes a massa de um átomo é maior que 1/12 da massa de Carbono-12.
Por exemplo referir que a massa atómica de um dado isótopo do flúor é 19 u, indica que o isótopo em questão é 19 vezes "mais pesado" que 1/12 da massa do carbono-12.

## Massa molecular
Uma definição semelhante aplica-se às moléculas - sendo então chamada massa molecular de uma substância, expressa em "u".
A massa da molécula de uma dada substância é calculada pela soma das massas atómicas de todos os seus átomos constituintes. Esta técnica deixa de lado apenas a energia de ligação química, que geralmente é negligenciável.
Por exemplo, a molécula de metano é composta por 1 átomo de carbono e 4 átomos de hidrogénio. Sabendo que a massa atómica do hidrogénio é aproximadamente 1 u e a do carbono aproximadamente 12 u, então a massa atómica da substância metano (massa de uma molécula de metano) é calculada da seguinte forma:
{\displaystyle (4\times 1u)+(1\times 12u)=16u}

## Escrita
A massa atômica relativa de um elemento "E" pode ser escrita como Ar°(E) ou Ar(E). Assim, Ar(C) = 12.
A massa atômica pode ser apresentada de maneira arredondada, apresentando a incerteza de medição, ou ainda como intervalo.
Cada elemento pode ter sua massa arredondada, chamado peso atômico convencional. A do Hidrogênio é 1,008.
No entanto, pode-se expressas esse valor com sua incerteza, como 1,007 94(7), indicando uma variação entre  1,007 87 até 1,008 01. Também utiliza-se a notação com ±, podendo a mesma informação ser escrita 1,007 94 ± 0,000 07.
A massa também pode ser expressa em um intervalo, para elementos cuja massa varie muito na natureza. Assim, a massa do Hidrogênio passou a ser expressa como [1,007 84; 1,008 11], com valores além do esperado. Assim, espera-se que qualquer medida de Hidrogênio esteja entre esses intervalos.
Para elementos sintetizados em laboratório, que possuem meia-vida muito curta, apresenta-se a massa atômica do isótopo mais comum entre parêntesis. Assim, Ar(Cp) = (285).

## Desenvolvimento histórico do termo
A noção de massa atómica foi referida pela primeira vez por John Dalton, em sequência da teoria atómica que desenvolveu. Como Dalton não tinha forma de calcular a massa de um átomo tinha de relacionar a massa de átomos de diferentes elementos entre si. Para tal era necessário escolher os átomos de um elemento específico como referência. Dalton escolheu como elemento referência o hidrogénio.
Dalton efetuou cálculos de massa atómica para vários elementos, tendo com ponto de referência a massa do hidrogénio, que ele estabeleceu ser a unidade (1). No entanto estes cálculos eram empíricos, baseados exclusivamente na fórmula química das substâncias, mas não em experiências concretas. Este facto levou à conclusões erradas. Por exemplo. Dalton considerava que uma molécula de água era constituída por um átomo de hidrogénio e um átomo de oxigénio (HO). Considerando a massa atómica do hidrogénio(H) igual a 1, a massa do oxigénio(O) seria 8. No entanto a massa atómica relativa do oxigénio é 16 (porque uma molécula de água possui 2 átomos de hidrogénio e 1 de oxigénio).
No início do século XIX o químico sueco Berzellius efetuou várias experiências para determinar a massa atómica dos elementos conhecidos na época. Berzellius utilizou como elemento de comparação a massa atómica do Oxigénio, que igualou a 100 e em 1828 publicou uma tabela que apresentava a massa atómica de vários elementos químicos. Em 1865 o químico belga J. S. Stas apresentou uma tabela de massas atómicas mais actualizada, utilizando como comparação o elemento oxigénio, que igualou a 16.
Mais tarde passaram a existir dois elementos referência para a determinação da massa atômica dos elementos, o oxigénio (igualado a 16 unidades) e o carbono (igualado a 12 unidades). Este fato causou considerável confusão. Em 1961 foi universalmente aceito o carbono (igualado a 12 unidades).